# Sumisip
Sumisip is een gemeente in de Filipijnse provincie Basilan op het gelijknamig eiland. Bij de laatste census in 2007 had de gemeente bijna 72 duizend inwoners.

## Geografie

### Bestuurlijke indeling
Sumisip is onderverdeeld in de volgende 41 barangays:
| - Babag - Bacung - Baiwas - Balanting - Basak - Benembengan Lower - Benembengan Upper - Bohe-languyan - Boloh-boloh - Bukut-Umus - Buli-buli - Cabcaban - Cabengbeng Lower - Cabengbeng Upper | - Ettub-ettub - Guiong - Kaum-Air - Kaumpamatsakem - Kaumpurnah - Lanawan - Libug - Limbocandis - Lukketon - Luuk-Bait - Mahatalang - Manaul - Mangal - Marang | - Mebak - Pisak-pisak - Sahaya Bohe Bato - Saluping - Sapah Bulak - Suligan - Sulloh - Sumisip - Tambulig Buton - Tikus - Tong-Umus - Tongsengal - Tumahubong |

## Demografie
Sumisip had bij de census van 2007 een inwoneraantal van 71.807 mensen. Dit zijn 20.095 mensen (38,9%) meer dan bij de vorige census van 2000. De gemiddelde jaarlijkse groei komt daarmee uit op 4,63%, hetgeen hoger is dan het landelijk jaarlijks gemiddelde over deze periode (2,04%). Vergeleken met de census van 1995 is het aantal mensen met 29.804 (71,0%) toegenomen.

De bevolkingsdichtheid van Sumisip was ten tijde van de laatste census, met 71.807 inwoners op 567,6 km², 126,5 mensen per km².